# Молдеш
Молдеш (порт. Moldes; МФА: [ˈmɔɫ.dɨʃ]) — парафія в Португалії, у муніципалітеті Арока. Розташована в західній частині країни, на теренах історичної португальської провінції Бейра. Входить до складу округу Авейру. За адміністративним поділом, чинним до 1976 року, терени парафії були складовою провінції Берегове Дору. Належить до Авейрівської діоцезії Католицької церкви. Патрон — святий Стефан. Площа — 28,0051 км². Населення — 1257 ос. (2011). Слабо урбанізований регіон. Густота населення — 44,88 осіб/км²
. Код — 010414.

## Географія

Арока (2013)
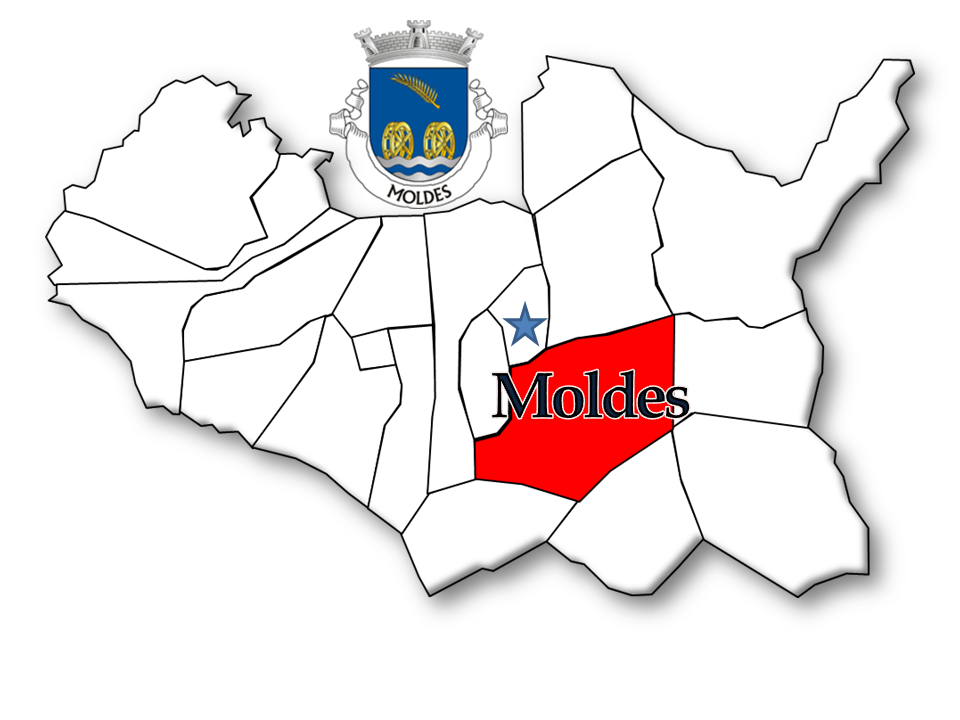
Молдеш

## Населення
| Кількість мешканців | Кількість мешканців | Кількість мешканців | Кількість мешканців | Кількість мешканців | Кількість мешканців | Кількість мешканців | Кількість мешканців | Кількість мешканців | Кількість мешканців | Кількість мешканців | Кількість мешканців | Кількість мешканців | Кількість мешканців | Кількість мешканців |
| ------------------- | ------------------- | ------------------- | ------------------- | ------------------- | ------------------- | ------------------- | ------------------- | ------------------- | ------------------- | ------------------- | ------------------- | ------------------- | ------------------- | ------------------- |
| 1864                | 1878                | 1890                | 1900                | 1911                | 1920                | 1930                | 1940                | 1950                | 1960                | 1970                | 1981                | 1991                | 2001                | 2011                |
| 1.095               | 1.037               | 1.202               | 1.203               | 1.185               | 1.438               | 1.235               | 1.385               | 1.715               | 1.742               | 1.568               | 1.626               | 1.596               | 1.477               | 1.257               |